# Ácido alfacetoglutárico
O ácido alfa-cetoglutárico é um dos dois derivados cetona do ácido glutárico. O termo "ácido cetoglutárico" é quase sempre aplicado à variante alfa. O ácido beta-cetoglutárico difere apenas na posição do grupo funcional cetona, e é muito menos usual.
O anião do ácido alfa-cetoglutárico, o alfa-cetoglutarato (também denominado oxoglutarato) é um composto de importante actividade biológica. É o cetoácido produzido na desaminação do glutamato e um intermediário no ciclo dos ácidos tricarboxílicos.

## Funções

### Ciclo dos ácidos tricarboxílicos
O alfa-cetoglutarato é um intermediário chave no ciclo dos ácidos tricarboxílicos (também conhecido como ciclo de Krebs), sendo neste o produto da descarboxilação do oxalosuccinato e o precursor imediato do succinil-CoA. O ciclo pode ser alimentado neste ponto por reacções anapleróticas que sintetizem alfa-cetoglutarato.

### Formação de aminoácidos
Uma das suas funções inclui a síntese de ácido glutâmico e depois glutamina através da incorporação de amónia.

### Transportador de azoto
Outra função é a captura de azoto no meio celular, evitando o seu excesso.
O alfa-cetoglutarato é um dos transportadores de azoto mais importantes em vias metabólicas. Grupos amina de aminoácidos ligam-se ao alfa-cetoglutarato por transaminação, sendo transportados até ao fígado, para degradação através do ciclo da ureia.
O alfa-cetoglutarato é transaminado, junto com a glutamina, para formar o neurotransmissor excitatório glutamato. O glutamato pode ser então descarboxilado (numa reacção que requer a presença de vitamina B6) a ácido gama-aminobutírico (GABA), um neurotransmissor inibitório.
Também pode desempenhar um papel significante na desintoxicação de amônia no cérebro.

### Relação com o dioxigénio
Agindo como cosubstrato, o alfa-cetoglutarato tem uma função importante em reacções de oxidação envolvendo o dioxigénio (oxigénio molecular, O2).
O O2 oxida de forma directa diversos compostos, em reacções catalisadas por oxigenases. São assim produzidos compostos úteis num organismo, como por exemplo antibióticos Em diversas oxigenases, o alfa-cetoglutarato ajuda a reacção ao ser oxidado concomitantemente com o substrato principal.

### Antioxidante
O α-cetoglutarato é conhecido por ser libertado por vários tipos de células em meio ao estresse oxidativo celular, diminuindo os níveis de peróxido de hidrogénio, sendo convertido em succinato em meio de cultura celular.

### Suplemento na dieta
O ácido alfa-cetoglutárico é vendido como suplemento nutricional sob a designação AKG ou a-KG.

## Produção
O alfa-cetoglutarato pode ser produzido por
- Descarboxilação oxidativa do isocitrato, pela enzima isocitrato desidrogenase.
- Desaminação oxidativa do glutamato, pela glutamato desidrogenase.